# Clube de Autores
O Clube de Autores, fundado em 2009 por Ricardo Almeida, Anderson de Andrade e Indio Brasileiro Guerra Neto, é a maior plataforma de autopublicação e impressão sob demanda da América Latina, com foco principal no mercado brasileiro. Está sediada em Joinville, em Santa Catarina.
Atualmente, o Clube de Autores afirma publicar cerca de 27% dos livros no Brasil.
Em 2023, anunciou expansão para Austrália, Nova Zelândia e Singapura.